# Ernst Mahner

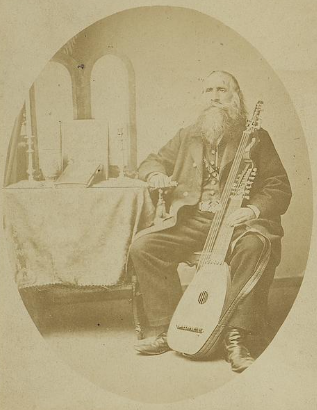
Ernst Mahner

Ernst Mahner, eigentlich Carl Friedrich Wilhelm Schlemmer (* 17. Juli 1808 in Halle an der Saale, Königreich Westphalen; † 1876 in Konstanz, Großherzogtum Baden), war ein deutscher Wanderprediger und Pionier der Naturheilkunde. Als Asket und Zivilisationskritiker trat er in der Mitte des 19. Jahrhunderts mit der Idee einer „Urgesundheitskunde“ öffentlich auf und wurde so als „Gesundheitsapostel“ oder der „graue Pilger“ bekannt.

## Leben
Unter dem Namen Ernst Mahner trat Schlemmer spätestens ab etwa Januar 1843 für einige Jahrzehnte in Deutschland und weiteren Teilen Europas in Sälen, Wirtshäusern, auf belebten Straßen und Plätzen sowie in Parks und an Flussufern als Wanderprediger auf. Sein Konzept verbreitete er auf einem Flugblatt, auf dem die zehn Kernthesen seiner „Urgesundheitskunde“ wie die Zehn Gebote auf Gesetzestafeln geschrieben waren. Seine Lehre gründete auf dem Gedanken, dass Gott den Menschen einen „Ur-Instinct“ verliehen habe, dem sie – unabhängig von ihrem Bewusstsein und der Schulmedizin – im Interesse ihrer Gesundheit folgen sollten. Eine „Urmenschheit“ habe, in allem bloß den natürlichen Instinkten folgend, im Zustand der „Urgesundheit“ gelebt. Er predigte „instinctgemäße“ Speisen, Kleidung und Schlafstätten und propagierte eine „Urmedizin“. In diesem Zusammenhang kreierte er Begriffe wie „Erweckung des Obsttriebes“, „Urhunger“, „Lügenhunger“ und „Suppenmagen“.
Von Federbetten und Arzneimitteln riet er ab, ebenso von Kaffee und Schwarzem Tee, erhitztem Wasser, scharfen, salzigen, bitteren, sauren, herben und heißflüssigen Speisen. Rasuren hielt er für obsolet. Mit Ausnahme von Wein verwarf er den Alkoholkonsum. Tabak, das „stinkgiftige Schmauchkraut“, und Schnupftabak, das „scharfgiftige Nießkraut“, verurteilte er. Den Genuss von Obst und Obstsäften, Sonnenbäder, Barfüßigkeit, Schlafen bei geöffnetem Fenster, Bewegung an der frischen Luft, das Gehen zu Fuß, Gymnastik und Turnen empfahl er. Die heilenden Kräfte des Wassers, des täglichen Badens, des Fluss- und des Winterbadens sowie das mehrtägige Fasten rühmte er.
Als Lektüre legte er seinem Publikum Philipp Karl Hartmanns Glückseligkeitslehre für das physische Leben des Menschen (1808) ans Herz. Diese Schrift zählt zu den bedeutendsten populär-medizinischen Aufklärungsschriften des frühen 19. Jahrhunderts und ist stark von einer romantischen Rückbesinnung der zeitgenössischen Medizin auf die Diätetik bestimmt.
Mahners Auftritte waren spektakulär. Bekränzt mit frischem Eichenlaub, priesterliche Würde durch einen Pilgerstab, ein langes Gewand, wallendes Haar und einen mächtigen Vollbart ausstrahlend, verkündete er seine Heilslehre, indem er sie nach dem Vorbild Moses in zehn Gebote fasste und sie wie Martin Luther öffentlich plakatierte. „Teufelskram“ wie Tabakdosen, Pfeifen, Zigarrenbüchsen, Halsbinden und Schnürmieder wurden in seinen Veranstaltungen in der Art einer Hekatombe öffentlich verbrannt. Ein mäßiges Eintrittsgeld, das er bei seinen Vorträgen einnahm, sicherte ihm den Lebensunterhalt.

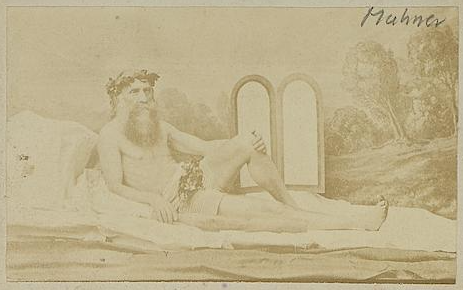
Ernst Mahner, mit Eichenlaub bekränzt, vor seinen „Gesetzestafeln“ auf einer im Fotoatelier nachgebildeten Eisscholle liegend

Aufsehen erregte insbesondere sein Auftritt im Januar 1848 auf dem Rhein bei Köln, wo er bei Eisgang und 8 ° Celsius Lufttemperatur im Fluss badete. Am Ufer stehende Zuschauer sollen ihn „für einen aus dem Irrenhause Entsprungenen“ gehalten haben. Eine Zeitung beschrieb, dass er „als Rheingott auf einer Eisscholle den Strom herunterritt“. Daraufhin waren beim Kölner Karnevalszug am 6. März 1848 Persiflagen seiner Figur auf gleich mehreren Wagen zu sehen, während er selbst seine Popularität als Zuschauer des Zuges genoss. Jahre später, am 19. Dezember 1864, wiederholte Mahner in Köln das Spektakel in Form einer „Schwimmfahrt zwischen Eisschollen“. Zwischen Rheinauhafen und Deutzer Rheinufer gab er – abwechselnd zwischen Eisschollen schwimmend und auf einem Kahn deklamierend – vor Tausenden Neugierigen außer den zehn Geboten seiner „Urgesundheitslehre“ auch Nikolaus Beckers patriotisches Rheinlied zu Gehör.
Barfuß und unbekleidet mit seinen Jüngern Sonnenbäder nehmend lebte er eine Weile auf dem Königstuhl bei Heidelberg, ehe sie die Polizei von dort verwies.
Mit dem Gesetz geriet Ernst Mahner im September 1854 in Konflikt. Er wurde am 6. September in Saarbrücken im Gasthof Zur Post verhaftet aufgrund der Beschuldigung, in Saarlouis einem Reisenden eine Summe von rund 200 Goldtaler entwendet zu haben; das Geld wurde tatsächlich bei Mahner gefunden. Er wurde des Diebstahls überführt, als er sämtliche Münzen aus seinem Rektum hervorholte, wo er Wertgegenstände auf seinen Fußreisen gewohnheitsmäßig in einer Hausenblase zu verwahren pflegte (nach anderen Quellen in einer Schweinsblase, die er „an einer der Untersuchung nur sehr wenig ausgesetzten Stelle seines Körpers versteckt hielt“). Am 6. Dezember 1854 wurde er vom Geschworenengericht Saarbrücken wegen Diebstahls zu sechs Monaten Gefängnis verurteilt, die er in der Strafanstalt Trier zu verbüßen hatte. Das Gericht sah es als erwiesen an, dass Mahner „am 3. Sept. d. J. als Gast in dem Gasthause von H. Lauer in Saarlouis aufgenommen worden“ war und „daselbst eine dem Kaufmann Peter Joseph Mayer von Wallersheim gehörige Summe Geldes von 220 Thlrn., welche sich in einer ledernen Geldtasche befand, die in einer Commode des von Mahner bewohnten Zimmers aus Versehen liegen geblieben war, gestohlen“ hatte. Während der letzten Wochen seiner Haftzeit in Trier soll er durch mehrtägiges Fasten sein Körpergewicht um gut 36 Pfund auf knapp über 116 Pfund reduziert haben. Anfang Mai 1855 wurde er entlassen und kam am 8. Mai in Koblenz an, wo die Polizei dem „Lehrer der Urgesundheit“ ein „Nachtquartier in einem Wirthshause geben“ und ihn am nächsten Tag „per Dampfboot nach Köln weiterschaffen“ ließ. Die Gewichtsreduktion veranlasste einen Schreiber in der Presse zu einem sarkastischen Bericht:

„Der unter dem Namen Ernst Mahner bekannte Urgesundheitsapostel Karl Friedrich Wilhelm Schlemmer […] hat in den letzten Wochen seiner Strafzeit […] einmal wieder eines seiner Urgesundheitsexperimente producirt, indem er, wie er durch Atteste nachweist, während der Zeit vom 21. Febr. bis inclusive den 12. März durchaus keine Speise und kein anderes Getränk als Brunnenwasser zu sich genommen hat. Seine Kostportionen vertheilte er an seine Mitgefangenen. Wollte man auch geneigt sein, dieser Angabe sowie den beigebrachten Attesten zu mistrauen und ein Stückchen Charlatanerie dahinter zu vermuthen, so beweist doch die constatirte Thatsache, daß die Hungercur sein Körpergewicht, welches am 21. Febr. 152½ und am 12. März 116¼ Pfund betrug, um 36¼ Pfund vermindert hat, daß er wenigstens mehr von seinem eigenen Fleisch als von sonstiger Nahrung gelebt haben muß. Mahner begibt sich, da die erlittene entehrende Strafe sein Auftreten in Deutschland sehr mislich machen dürfte, nach England, um dort Anhänger für seine Lehre zu werben.“

Mahners Versuche, sich als „schuldlos verurteilt zu erklären“, machte am 2. November 1856 in Frankfurt am Main die Polizei erneut auf ihn aufmerksam, so dass diese ihn zu einer Vernehmung vorführen ließ.
Am 20. Februar 1861 vollführte er in Frankfurt am Main von der Kleeblatt’schen Schwimmschule aus vor zahlreichen Zuschauern eine Fahrt auf einem Eisstoß, wobei er aus seinem „Urgesetz“ las, Austern verspeiste und eine Flasche Wein auf das Wohl der alten Kaiserstadt leerte.
Im Januar 1863 wurde als „Urgesundheitsfest“ ein feierlicher Rahmen für Mahners „Abschiedsvorlesungen“ in Frankfurt am Main annonciert. Seine Vorträge und „Schwimmfahrten“ setzte er gleichwohl fort. Am 1. Januar 1864 durchschwamm er bei starkem Frost den Rhein zwischen Mainz und Kastel. Als der „berufene Wiederhersteller und öffentliche Lehrer der göttlichen welterrettenden Archibiotik“ meldete er sich noch 1875 mit einem öffentlichen Manifest aus Wiesbaden. Völlig verarmt und verelendet starb er 1876 im Stadtkrankenhaus von Konstanz.
Einer seiner Anhänger war der Münchner Arzt und Naturheilkundler Lorenz Gleich, der Elemente der „Urgesundheitskunde“ Mahners 1848 in die Definition der Naturheilkunde überführte. Bereits 1847 pries er Mahner als „naturheilkundigen Pilger“ sowie dessen Lehre als „Gesundheits-Evangelium“ und als „von Gott stammende Lehre der Urheilkunde“.

## Schriften
- Die Oracelsprüche der Panacee. Eine Einladungsschrift zu Ernst Mahner’s Vorlesungen. Pönicke & Sohn, Leipzig 1843 (Google Books).
- Gesetz der angeborenen Hygieine. Erneuert zu Würzburg, im April 1847. Würzburg 1847.
- Gesetz der Urgesundheitskunde. Erneuert zu München, am 21. und 22. Juli 1847. München 1847 (lithografierter Einblattdruck, 32 × 38,5 cm).